# Liliya Hrynevych
Liliya Mykhailivna Hrynevych (transliteración del cirílico ucraniano: Лілія Михайлівна Гриневич, 13 de mayo de 1965)[2] es una política en ucraniano: Лілія Михайлівна Гриневич y ministra de Ucrania de Educación y Ciencia desde el 14 de abril de 2016.
De 2006 a 2009, encabezó el Departamento de educación de la administración Estatal de Kiev. Representando Fatherland, fue elegida al Verkhovna Rada durante la elección parlamentaria ucraniana de 2012. Sirvió en el Comité Parlamentario para Ciencia y Educación. Fue colocada 9.º en la lista del Partido del Frente Popular,  siendo reelegida en la 2014 elección parlamentaria.